# Makkaratalo
Le Makkaratalo (en français : La Maison saucisse) est un immeuble situé dans le quartier Kluuvi d'Helsinki en Finlande,.

## Architecture
L'édifice situé en face de la gare centrale d'Helsinki, au coin des rues Kaivokatu et Keskuskatu, voisine la Kaivotalo.
Dans sa cour intérieure, on peut voir un immeuble conçu par Eliel Saarinen construit en 1910. 
Selon les plans de Viljo Revell, le complexe commercial nommé City-Center (fi) devait s'étendre jusqu'à Aleksanterinkatu, mais son plan ne se réalisera que pour sa partie Nord qui s'appelle de nos jours Makkaratalo.